# 雪舞
『雪舞』（ゆきまい）は、渡辺淳一の小説作品。1973年9月に河出書房新社より刊行された。同作を原作とし、1974年と1984年に放送されたテレビドラマについても紹介する。

## あらすじ
野津修平は、北海道札幌市にある病院に勤務する、優秀な脳外科医である。同じ病院に勤務する看護婦の祥子は、野津に対してひそかに恋心を抱いていた。
ある日、野津は小児科医院を開業している友人の水江から患者の診察を依頼される。患者は有名な建築家・桐野倫一郎の長男・亮一で、年齢の離れた妻との間にようやく生まれた男の子であった。恵まれた生活を送る一家だが、夫婦の仲は冷えていた。
早速野津は亮一を入院させて様々な検査を行う。検査の結果は水頭症で、亮一の年齢、全身状態などから手術の適応か否かが極めて微妙であった。敢えて成功率の低いであろう手術を強行するか、このまま経過を見守るか、カンファレンスにおいて議論は割れた。野津や後輩である谷村は手術を主張するが、脳外科医長である遠野英次は手術を見合わせる決断をし、福岡で行われた学会に出張した。
しかし、手術を見合わせるのが医師として本当に正しいことなのか納得できなかった野津は、手術不能を宣告したときの桐野の落胆ぶりと、その後の夫人とのトラブルなどを伝え聞く。亮一の病気はお前のせいだと桐野に責められた夫人は、地獄のような日々を送っていたのだ。悩んだ末に野津は手術をすべきと決断し、後輩である谷村と共に遠野医長の出張中に亮一の手術を強行する。手術中に麻酔医は危険だと何度も進言したが、野津は強行する。手術そのものは一旦は終了したが、その負担はあまりにも大きく、何度か危篤に陥った末に亮一は息を引き取った。
学会から戻った遠野医長は、「手術すべきと言うのは死なずに済む医者の理屈だ。君は殺される者の身になって考えたことがあるのか？」と叱責する。口調は静かだったが、怒りは凄まじかった。
同様に、東京に出張中で愛息・亮一の死に目に遇えなかった桐野の怒りも激しく、札幌市医師会に提訴した。尋問に際し、遠野は「手術を決めたのは俺だと言うことにしろ！」と野津に命じる。しかし、野津は上司に責任を押し付けることに対する良心の呵責に耐え切れず、ついに「手術を決めたのは自分だ」と証言する。
採決を前に、野津は遠野のはからいで根室の病院に転勤、札幌を去る。根室での生活にも慣れたある日、野津は遠野から電話を受け、病院と桐野家の和解、そして夫人が身ごもったことを知らされる。「事件のことはもう忘れろ。」という遠野。知らずのうちに落涙する野津、ふと外を見ると雪が舞うように降っていた。

## TVドラマ
以下、いずれも『雪舞い』のタイトルでドラマ化されている。

### 1974年版
1974年1月8日～3月26日に日本テレビ「火曜劇場」枠にて放送された。

#### キャスト
- 佐久間良子 - 桐野夫人役
- 加山雄三（後に降板、代役は江原真二郎） - 野津修平役
- 高橋昌也 - 桐野倫一郎役
- 中尾彬 - 水江（野津の友人、小児科医）役
- 和泉雅子 - 祥子役
- 藤岡琢也 - 遠野英次（脳外科医長）役
- 大和田伸也 - 谷村（脳外科医、野津の後輩）役
- 佐藤友美 - 桐野の秘書役

#### スタッフ
- 企画 - 山本時雄
- 脚本 - 山田信夫
- 題字 - 矢萩春恵

### 1984年版
1984年11月5日 - 12月28日にTBS「花王 愛の劇場」枠にて放送された。

#### キャスト
- 冴子 - 香山美子
- 野津 - 大出俊
- 渥美国泰
- 竹井みどり
- 間下このみ
- 衣通真由美
- 内田稔
- 木村元
- 寺田路恵
- 岸久美子

#### スタッフ
- 脚本 - 芦沢俊郎
- 主題歌 - 「ひとりの札幌」 歌 - 三條正人
- 制作 - 松竹、TBS

| 日本テレビ 火曜劇場                    | 日本テレビ 火曜劇場               | 日本テレビ 火曜劇場                 |
| 前番組                                 | 番組名                            | 次番組                              |
| -------------------------------------- | --------------------------------- | ----------------------------------- |
| 人妻だから （1973.10.2 - 1974.1.1）    | 雪舞い （1974.1.8 - 1974.3.26）   | 春のもつれ （1974.4.2 - 1974.6.25） |
| TBS 花王 愛の劇場                      |                                   |                                     |
| その時、妻は （1984.9.17 - 1984.11.2） | 雪舞い （1984.11.5 - 1984.12.28） | 愛ってなに （1985.1.7 - 1985.3.1）  |